# 神業
神業，是日本純種競賽馬匹。生涯活躍於中長途賽事，曾勝出2017年菊花賞。

## 出賽前
2014年5月13日出身於北海道日高町下河邊牧場，成長途中被馬主石川達繪購入。
其後交由栗東訓練中心練馬師角居勝彥訓練。

## 競賽生涯

### 2歲
2016年12月11日出戰阪神競馬場2歲新馬戰，比賽途中處於第三的先行位置展開推進，並於進入直路後衝出，最終拋離後方對手3 1/2馬位取得勝利。

### 3歲
2017年首戰爲1月29日的條件戰非洲堇賞，但於進入直路後未能繼續加速，最終以第五完賽。
2月26日出戰公開賽堇錦標，於其中雖然以不俗的速度由第五位置衝出逐漸蠶食前方，但仍然未能追上關鍵一擊及Tagano Asura下以第三落敗。
3月25日出戰每日盃，於直路上不斷加速下開始迫近前方對手，然而未能扭轉劣勢下敗於艾恩遺跡及里見阿瑟再度以第三完賽。
由於其在此前的賽事中未能累積足夠獎金，因而於陣營判斷其無法參加春季的經典賽下進入放草。
放草回歸後出戰條件戰以累積獎金，並成功於3歲以上500萬獎以下條件戰及信濃川特別兩場賽事中取勝。
9月24日出戰神戶新聞盃，賽前獲得第二人氣。比賽開始後，其處於中團位置等待時機，並於比賽途中保持較緩慢的速度。進入直路後，其趁內欄位置馬匹稍爲外閃讓出空間的瞬間進佔位置，以貼欄的姿態不斷加速，可惜前方的金之霸經已於比賽初段累積龐大的優勢，神業未能超越對手之下被拉開2馬位落敗。
10月22日出戰菊花賞，由於東京優駿（日本打吡）冠軍金之霸以日本盃爲目標、亞軍文雅之士仍然處於放草狀態、而季軍萬人欽佩則因腳部不適而休養，於所有打吡上位馬均缺席的情況下，神業成功奪得第一人氣。比賽開始後，其繼續採用居中戰術於中團靠後位置緩慢追走，通過第三至第四彎道的上斜處時開始發力。進入直路後，其並未受到大爛地的影響下不斷展開加速，於最後100米處成功超越前方領先的關鍵一擊，及後亦足以保持優勢抵擋Popocatepetl及Meiner Wunsch的追擊，最終以拉開對手2馬位的姿態勝出首個分級賽冠軍。

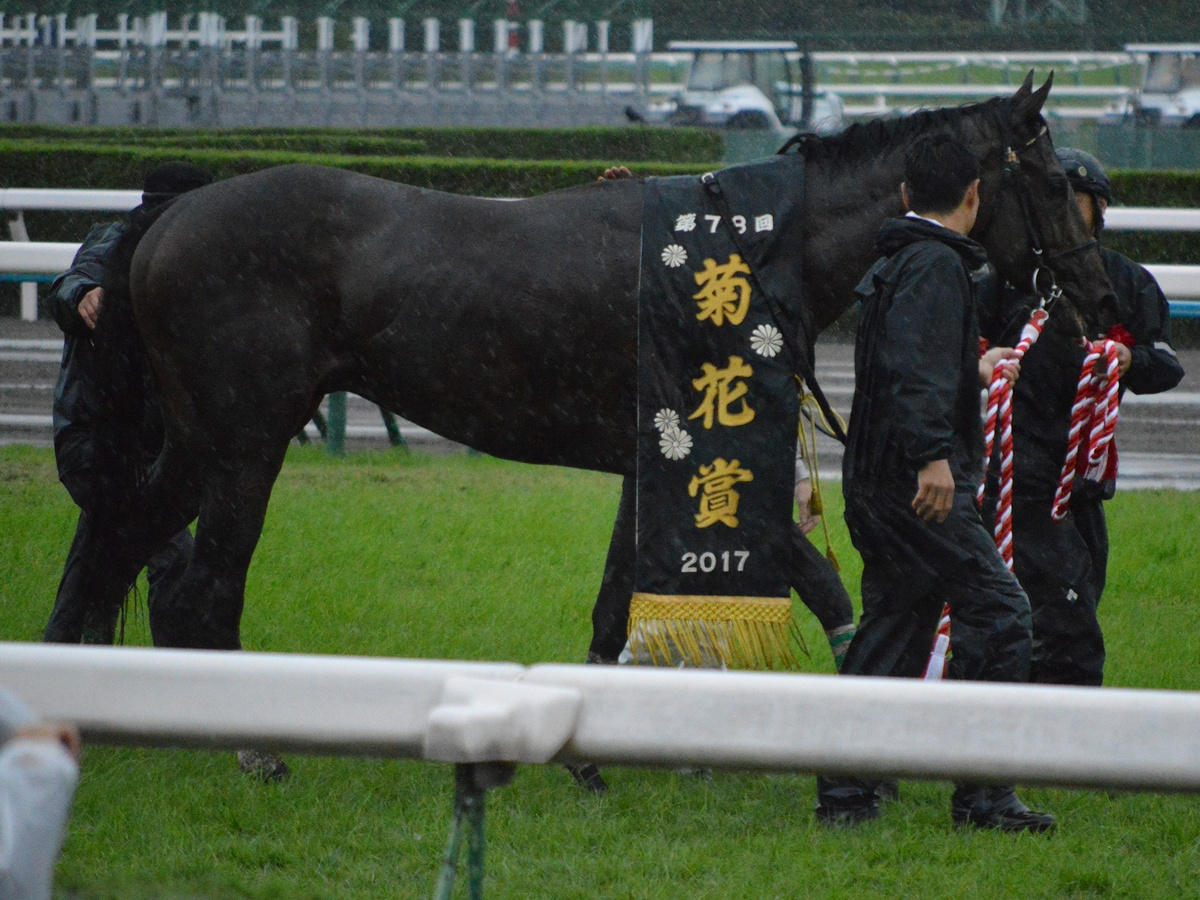
菊花賞頒獎儀式

其後陣營安排其遠征香港出戰香港瓶，然而於賽前受到皮膚病的影響下狀態稍爲下滑，最終未能發揮自身優秀的末腳下以第九大敗。

### 4歲
2018年年初以日經賞爲年度首戰，比賽開始後其一番常態以積極的手段進佔前方位置，並於第二彎道經已取得領先。然而進入直路後，其未能保持穩定的加速，最終失速被其他賽駒超越下以第九落敗。
6月24日出戰寶塚紀念，本次比賽其於後方位置和香港代表明月千里一同追走，但於進入直路後未能大幅度加速，最終未能衝出下以第八完賽。
寶塚紀念後由於練馬師角居勝彥因酒駕被停止練馬師職務，因而於7月6被轉移至同屬栗東訓練中心的中竹和也馬房。
入秋後以每日王冠作爲起動戰，縱然於比賽途中需要背負58公斤的頂磅，但仍然於比賽途中表現突出，僅敗於太空隕石及絕嶺之峽取得第三。
10月28日出戰秋季天皇賞，雖然其處於第10檔的外檔位置起步，但仍然於比賽初段以積極的策略從前，並於第二彎道取得領先。進入直路後，其仍然和後方保持約莫2馬位的距離，可惜逐漸力弱下於終點線前被金之霸及白日彗星超越，再度以第三落敗。
11月25日出戰日本盃，賽前獲得第四人氣。比賽開始後，順利出閘的神業選擇領放，於做出前1000米59.9秒的平均步速後越放越快，通過2000米標示時僅用了1分57.2秒。進入直路後，雖然其剛才以極快的速度不斷狂奔，但其勢頭仍然不減下繼續於前方衝刺，僅於最後150米被杏目超越下以1 3/4馬位差距落敗得第二。

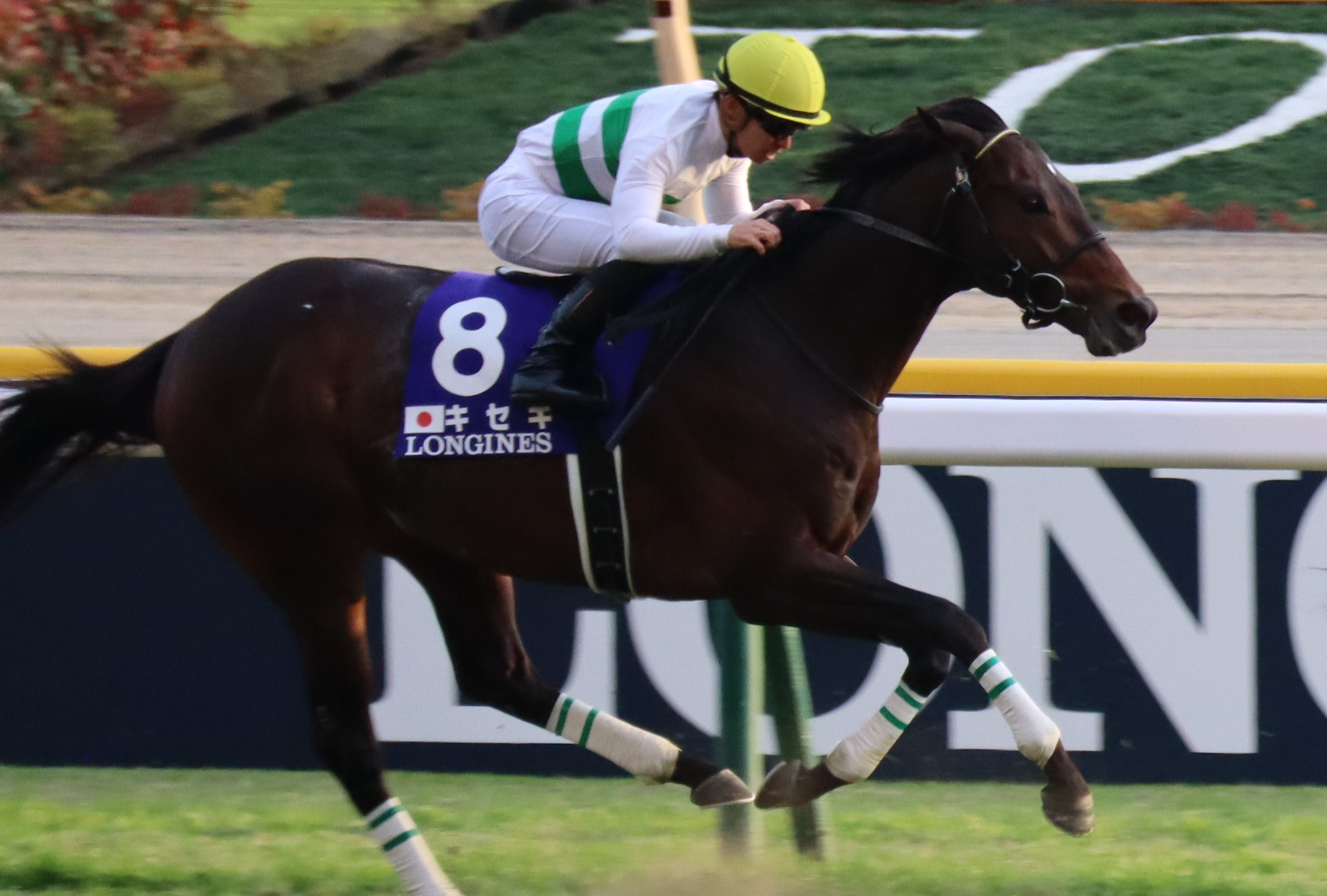
出戰日本盃的神業

其後出戰有馬紀念，比賽初段選擇慢放並帶領馬群進入直路，但於直路上開始力弱下不斷被後方賽駒超越，最終以第五落敗。

### 5歲
由於練馬師角居被暫停職務的處罰屆滿，2019年1月7日其重新返回角居之馬房訓練。
3月31日以大阪盃作爲年度首戰，比賽初段其保持於第二的位置推進，進入直路後超越領放的金紀元一度取得領先，可惜於最後關頭被內欄的艾恩遺跡超越下以頸位差憾負。
其後出戰寶塚紀念，比賽初段雖然一度受到阻滯，但其憑借內檔起步的優勢下仍然成功搶佔位置領放，並於比賽途中保持較快的節奏。進入直路後，其嘗試繼續加速保持優勢，但最終仍然被一直處於第二的雍容白荷超越，以3馬位的差距敗於對手再度取得第二。
寶塚紀念後陣營發表遠征法國的計劃，表示將安排其先出戰福伊錦標再挑戰凱旋門大賽，並於8月22日抵達當地作準備。
9月15日出戰福伊錦標，於出馬僅有四匹的比賽中，神業仍然選擇搶前領放，可惜於直路上後勁不繼無法繼續保持速度，最終以尾二的第三完賽。
10月6日按照計劃出戰凱旋門大賽，本次比賽其出閘後稍爲墮後，選擇於中團位置緩慢追走。然而進入直路後，其未能成功迫近前方的賽駒，最終沉沒於馬群之中下以第七落敗。
回國稍作休整後出戰有馬紀念，比賽途中處於中團靠後的位置穩步推進，於直路展現不俗的末腳下衝出，最終跑獲一席第五的入板戰績。

### 6歲
由於上仗的騎師莫雅向陣營提議可以增程，因而於2020年年初出戰阪神大賞典以作試驗。比賽開始後，其以緩慢的步速處於中團等待時機，然而於比賽途中陷入暴走狀態下無法順應騎師川田將雅的指揮，最終無法進入有利局面以第七落敗。
其後出戰春季天皇賞，雖然比賽途中一直以領放的姿態推進，但於直路後半段不斷失速之下以第六落敗。
6月28日出戰寶塚紀念，比賽初段選擇留後的戰術下於第十四的位置追走，並於比賽途中不斷進行長距離加速，於第四彎道時候經已處於第二。進入直路後，縱然其稍爲力弱被創世駒超越並拉開6馬位落敗，但仍然可以以5馬位優勢壓贏魔族紳士取得亞軍。
入秋後出戰京都大賞典，比賽途中一直保持於中團位置，通過第三彎道時逐步發力。進入直路後，其憑借早前的動作成功望空並跑出全場最快末腳，但仍然未能追上前方的耀滿瓶，最終以3/4馬位差距落敗得第二。
其後繼續於中長途戰線征戰，然而出戰秋季天皇賞、日本盃及有馬紀念均出現力盡的情況，分別以第五、第八及第十二落敗。

### 7歲
由於2021年2月下旬練馬師角居宣佈退休散倉，而此時適逢角居的徒弟辻野泰之開始獨立開倉練馬，因而其被轉移至到辻野馬房。
3月14日出戰轉廄後的首戰金鯱賞，雖然於最後方位置爆發出後600米35.9秒的速度衝出，但仍然未能扭轉留得太後的劣勢，最終僅跑獲第五。
其後遠征香港出戰女皇盃，本次比賽其表現不俗，最終敗於同爲日本馬的唯獨愛你、耀滿瓶及謀勇兼備之下取得第四，達成日本賽駒獨佔四連環的局面。
回國後出戰寶塚紀念，雖然於比賽途中以穩定的節奏保持於有利位置，然而於直路再度因力弱而未能最大程度保持速度，最終以第五落敗。
入秋後出戰京都大賞典，於直路上堅守位置下跑獲一席第三。
其後出戰日本盃，比賽初段漏閘下於最後方位置追走，但進入對面直路後突然展開加速不斷衝刺，於第三彎道時經已成爲領頭馬匹。然而進入直路後，其明顯受到此長裏其加速的影響逐漸失速，最終沉底下以第十大敗。
12月26日出戰有馬紀念並以此作爲退役戰，比賽初段選擇居中戰術下於直路無法順利衝出，最再度第十大敗。
賽後按照計劃退役，並於2022年1月7日取消日本中央競馬會的賽駒註冊。

### 詳細賽績
| 日期       | 舉辦國家/地區 | 馬場     | 距離   | 級別 | 賽事名稱             | 負重 | 騎師     | 馬號 | 出馬 | 名次 | 時間    | 頭馬（二馬）       |
| ---------- | ------------- | -------- | ------ | ---- | -------------------- | ---- | -------- | ---- | ---- | ---- | ------- | ------------------ |
| 11/12/2016 | 日本          | 阪神     | 草1800 |      | 2歲新馬              | 55   | 李慕華   | 4    | 8    | 1    | 1:49.5  | （Granny's Chips） |
| 29/1/2017  | 日本          | 東京     | 草1800 |      | 非洲堇賞             | 56   | 蛯名正義 | 7    | 11   | 5    | 1:48.1  | 大和卡尼           |
| 26/2/2017  | 日本          | 阪神     | 草2200 | OP   | 堇錦標               | 56   | 川田將雅 | 5    | 7    | 3    | 2:15.0  | 關鍵一擊           |
| 25/3/2017  | 日本          | 阪神     | 草1800 | GIII | 每日盃               | 56   | 薛達祺   | 6    | 8    | 3    | 1:46.7  | 艾恩遺跡           |
| 15/7/2017  | 日本          | 中京     | 草2000 |      | 3歲以上500萬獎金以下 | 54   | 福永祐一 | 4    | 13   | 1    | 1:59.1  | （Suzuka Deep）    |
| 5/8/2017   | 日本          | 新潟     | 草2000 |      | 信濃川特別           | 54   | 杜滿萊   | 5    | 14   | 1    | 1:56.9  | （Black Platinum） |
| 24/9/2017  | 日本          | 阪神     | 草2400 | GII  | 神戶新聞盃           | 56   | 杜滿萊   | 5    | 14   | 2    | 2:24.9  | 金之霸             |
| 22/10/2017 | 日本          | 京都     | 草3000 | GI   | 菊花賞               | 57   | 杜滿萊   | 13   | 18   | 1    | 3:18.9  | （關鍵一擊）       |
| 10/12/2017 | 香港          | 沙田     | 草2400 | GI   | 香港瓶               | 55   | 杜滿萊   | 12   | 12   | 9    | 2.27.73 | 高地之舞           |
| 24/3/2018  | 日本          | 中山     | 草2500 | GII  | 日經賞               | 57   | 李慕華   | 14   | 15   | 9    | 2:34.6  | 執著己見           |
| 24/6/2018  | 日本          | 阪神     | 草2200 | GI   | 寶塚紀念             | 58   | 杜滿萊   | 16   | 16   | 8    | 2:12.5  | 覓奇火箭           |
| 7/10/2018  | 日本          | 東京     | 草1800 | GII  | 每日王冠             | 58   | 川田將雅 | 1    | 13   | 3    | 1:44.7  | 太空隕石           |
| 28/10/2018 | 日本          | 東京     | 草2000 | GI   | 秋季天皇賞           | 58   | 川田將雅 | 10   | 12   | 3    | 1:57.0  | 金之霸             |
| 25/11/2018 | 日本          | 東京     | 草2400 | GI   | 日本盃               | 57   | 川田將雅 | 8    | 14   | 2    | 2:20.9  | 杏目               |
| 23/12/2018 | 日本          | 中山     | 草2500 | GI   | 有馬紀念             | 57   | 川田將雅 | 14   | 16   | 5    | 2:32.8  | 防爆裝束           |
| 31/3/2019  | 日本          | 阪神     | 草2000 | GI   | 大阪盃               | 57   | 川田將雅 | 6    | 14   | 2    | 2:01.0  | 艾恩遺跡           |
| 23/6/2019  | 日本          | 阪神     | 草2200 | GI   | 寶塚紀念             | 58   | 川田將雅 | 1    | 12   | 2    | 2:11.3  | 雍容白荷           |
| 15/9/2019  | 法國          | 巴黎隆尚 | 草2400 | GII  | 福伊錦標             | 58   | 蘇銘倫   | 3    | 4    | 3    | 2:27.87 | 樹林之靈           |
| 6/10/2019  | 法國          | 巴黎隆尚 | 草2400 | GI   | 凱旋門大賽           | 59.5 | 蘇銘倫   | 4    | 12   | 7    | 2:35.82 | 樹林之靈           |
| 22/12/2019 | 日本          | 中山     | 草2500 | GI   | 有馬紀念             | 57   | 莫雅     | 11   | 16   | 5    | 2:31.6  | 雍容白荷           |
| 22/3/2020  | 日本          | 阪神     | 草3000 | GII  | 阪神大賞典           | 57   | 川田將雅 | 9    | 10   | 7    | 3:03.6  | 笑一笑             |
| 3/5/2020   | 日本          | 京都     | 草3200 | GI   | 春季天皇賞           | 58   | 武豐     | 8    | 14   | 6    | 3:17.3  | 氣自豪             |
| 28/6/2020  | 日本          | 阪神     | 草2200 | GI   | 寶塚紀念             | 58   | 武豐     | 14   | 18   | 2    | 2:14.5  | 創世駒             |
| 11/10/2020 | 日本          | 京都     | 草2400 | GII  | 京都大賞典           | 57   | 濱中俊   | 2    | 17   | 2    | 2:25.7  | 耀滿瓶             |
| 1/11/2020  | 日本          | 東京     | 草2000 | GI   | 秋季天皇賞           | 58   | 武豐     | 8    | 12   | 5    | 1:58.6  | 杏目               |
| 29/11/2020 | 日本          | 東京     | 草2400 | GI   | 日本盃               | 57   | 濱中俊   | 4    | 15   | 8    | 2:24.1  | 杏目               |
| 27/12/2020 | 日本          | 中山     | 草2500 | GI   | 有馬紀念             | 57   | 濱中俊   | 6    | 16   | 12   | 2:36.5  | 創世駒             |
| 14/3/2021  | 日本          | 中京     | 草2000 | GII  | 金鯱賞               | 57   | 杜滿萊   | 7    | 10   | 5    | 2:02.0  | 天鐵               |
| 25/4/2021  | 香港          | 沙田     | 草2000 | GI   | 女皇盃               | 57   | 史卓豐   | 4    | 7    | 4    | 2:01.67 | 唯獨愛你           |
| 27/6/2021  | 日本          | 阪神     | 草2200 | GI   | 寶塚紀念             | 58   | 福永祐一 | 13   | 13   | 5    | 2:12.2  | 創世駒             |
| 10/10/2021 | 日本          | 阪神     | 草2400 | GII  | 京都大賞典           | 57   | 和田龍二 | 11   | 14   | 3    | 2:24.6  | 豐收節             |
| 28/11/2021 | 日本          | 東京     | 草2400 | GI   | 日本盃               | 57   | 和田龍二 | 5    | 18   | 10   | 2:26.0  | 鐵鳥翱天           |
| 26/12/2021 | 日本          | 中山     | 草2500 | GI   | 有馬紀念             | 57   | 松山弘平 | 15   | 16   | 10   | 2:33.6  | 樂透心             |

## 退役後
退役後，神業成爲了配種馬，於北海道日高町育馬者Stallion Station休養，在2022年進行配種，配種費視乎情況爲80萬或120萬日圓，首批子嗣於2023年出生。首批子嗣可於2025年出賽。

## 血統簡介
父系統治地位爲日本賽駒，生涯戰績優秀，曾遠征香港出戰女皇盃取得大捷。祖父夏威夷王爲日本賽駒，生涯戰績極爲優秀，僅得一戰未能獲勝，曾勝出一級賽NHK一哩賽及東京優駿，爲日本史上首匹贏得變則二冠的賽駒。
母系Blitz Finale爲日本馬匹，生涯無出賽紀錄。外祖父大震撼爲日本賽駒，爲日本賽馬史上第二匹無敗三冠馬，生涯出戰十四場賽事僅得兩場未能勝出，退役後配種成績亦極爲優秀。

### 血統表
| 父線：金滿寶系（淘金者系）           |                              |                |                 |
| 種馬 統治地位 2007年（棗色）         | 夏威夷王 2001年（棗色）      | 金滿寶         | 淘金者          |
| 種馬 統治地位 2007年（棗色）         | 夏威夷王 2001年（棗色）      | 金滿寶         | Miesque         |
| 種馬 統治地位 2007年（棗色）         | 夏威夷王 2001年（棗色）      | Manfath        | 最後大官        |
| 種馬 統治地位 2007年（棗色）         | 夏威夷王 2001年（棗色）      | Manfath        | Pilot Bird      |
| 種馬 統治地位 2007年（棗色）         | 氣槽 1993年（棗色）          | 東來兵         | Kampala         |
| 種馬 統治地位 2007年（棗色）         | 氣槽 1993年（棗色）          | 東來兵         | Severn Bridge   |
| 種馬 統治地位 2007年（棗色）         | 氣槽 1993年（棗色）          | Dyna Carle     | 北方風味        |
| 種馬 統治地位 2007年（棗色）         | 氣槽 1993年（棗色）          | Dyna Carle     | Shadai Feather  |
| 繁殖雌馬 Blitz Finale 2008年（棗色） | 大震撼 2002年（棗色）        | 週日寧靜       | Halo            |
| 繁殖雌馬 Blitz Finale 2008年（棗色） | 大震撼 2002年（棗色）        | 週日寧靜       | Wishing Well    |
| 繁殖雌馬 Blitz Finale 2008年（棗色） | 大震撼 2002年（棗色）        | 風中秀髮       | Alzao           |
| 繁殖雌馬 Blitz Finale 2008年（棗色） | 大震撼 2002年（棗色）        | 風中秀髮       | Burghclere      |
| 繁殖雌馬 Blitz Finale 2008年（棗色） | London Bridge 1995年（栗色） | Dr Devious     | Ahonoora        |
| 繁殖雌馬 Blitz Finale 2008年（棗色） | London Bridge 1995年（栗色） | Dr Devious     | Rose of Jericho |
| 繁殖雌馬 Blitz Finale 2008年（棗色） | London Bridge 1995年（栗色） | All for London | 單色            |
| 繁殖雌馬 Blitz Finale 2008年（棗色） | London Bridge 1995年（栗色） | All for London | Full Card       |
| 雌系：號族：22-b                     |                              |                |                 |
| 五代內近親交配：北地舞人 5×5         |                              |                |                 |

## 命名由來
名字Kiseki（キセキ）於日語中，意思是「奇蹟」，根據日本馬評家合田直弘向香港賽馬會查詢，馬會回覆決定馬名時，考慮2000年代初曾經有一匹名為「奇蹟」的香港馬匹服役（馬主是劉鐵成），故加以聯想，最終以「神業」作為翻譯。

## 外部連結
- 神業 netkeiba.com （页面存档备份，存于）
- 血統表 （页面存档备份，存于）